# Scione fusca
Scione fusca är en tvåvingeart som beskrevs av Ricardo 1900. Scione fusca ingår i släktet Scione och familjen bromsar. Inga underarter finns listade i Catalogue of Life.